# Сапаров, Усман Сапарович
Усман Сапарович Сапаров (род. 19 февраля 1938, Пешан-Али, Марыйский район, Туркменская ССР, СССР) — советский, туркменский и российский кинорежиссёр, сценарист и кинооператор. Народный артист Туркменистана (1994).

## Биография
В 1963 году окончил операторский факультет Всесоюзного государственного института кинематографии (мастерская Б. И. Волчека), в 1979 году — режиссёрское отделение Высших курсов сценаристов и режиссёров (мастерская А. Н. Митты).

### Режиссёрская деятельность
Анализируя творческую деятельность Усмана Сапарова, критик и историк кино Александр Шпагин писал: «Наследуя традициям национально-поэтической школы, Усман Сапаров соединял ориентальные обстоятельства места с современными обстоятельством времени». В 1979 году, по окончании Высших курсов сценаристов и режиссёров, снял короткометражную дипломную работу «Верблюжонок» по собственному сценарию.
В 1982 году, совместно с Язгельды Сеидовым, снял на студии «Туркменфильм» первый полнометражный художественный фильм «Мужское воспитание», рассказывающий о воспитании в семилетнем мальчике Чамане настоящего мужчины. Картина получила награды на XVI Всесоюзном кинофестивале и XIII Международном кинофестивале в Москве в 1983 году. «Мужское воспитание» также получило и международное признание: в 1983—1984 годах фильм участвовал в программах XXXII Международного кинофестиваля в Мангейме, V Международного кинофестиваля детских и юношеских фильмов в Томаре и XIV Международного кинофестиваля детских и юношеских фильмов в Джиффони, где также получил несколько наград. В том же году, творческий коллектив ленты был награждён Государственной премией СССР за произведения литературы и искусства для детей.
Критик Елена Плахова в журнале «Советский экран», рассматривая фильм «Мужское воспитание», отмечала: «…то, что авторы туркменской ленты „Мужское воспитание“ обратились к этой, пожалуй, всегда актуальной теме с немалым запасом точных жизненных наблюдений, а главное, с искренним желанием раскрыть перед зрителями мир, полный скромного достоинства и притягательности». В то же время, критик Долорес Мелконян в газете «Советская культура», отметила, что авторы фильма «неспешно и подробно демонстрируют жизнь мальчика Чамана», считая что «правда жизни, присущая фильму, очень нужна зрителю».
В 1985 году, то есть через три года после выхода «Мужского воспитания» на экраны, выходит картина «Приключения на маленьких островах», рассказывающая о вступлении шестилетнего Кемира в борьбу с браконьерами, появившимися на одном из островов в Каспийском море. Данный фильм стал первой самостоятельной работой режиссёра. По мнению писательницы Галины Агаевой, автора книги «Детское кино Туркменистана», вышедшей в 1991 году, картина «Приключения на маленьких островах» в определённой степени продолжает тему фильма «Мужское воспитание», в то же время она отметила, что «тема нравственного становления ребёнка включает не только воспитание природой, но и умение быть её активным защитником». Критик Кира Парамонова подробно проанализировала фильм в газете «Советская культура», дав ему положительную оценку. Она написала: «Этот неторопливый, с глубоким уважением к чувствам детей рассказ о мальчике с затерянного в море островка — ясная и понятная детям модель мира, в котором человек должен быть на страже всего живого, чтобы красота природы была вечной, чтобы последующие поколения людей жили в таком же прекрасном мире».
Откликом на перестроечные темы в кино стал фильм «Халима», основанный на убийстве в 1987 году Халимы Розыбаевой в городе Чарджоу. По словам Александра Шпагина, фильм был снят в те времена «когда требования момента изменились на прямо противоположные и время начинало заказывать „чернуху“». Критика отмечала, что фильм «демонстрирует суровый, резко реалистичный взгляд на современную туркменскую жизнь, характеризующуюся коррупцией, преступностью и моральным разложением».

### Работа на телевидении
Во второй половине 1990-х годов Усман Сапаров расширил сферу творческой деятельности. В качестве режиссёра он принимал участие в программе «Улица Сезам», демонстрировавшейся по телеканалу «НТВ» до 2004 года.

## Фильмография
- «Верблюжонок» (1979) — сценарист, режиссёр, оператор
- «Мужское воспитание» (1982) — сценарист, режиссёр
- «Приключения на маленьких островах» (1985) — режиссёр
- «Фраги — разлучённый со счастьем» (1985) — оператор
- «Бешеная» (1987) — режиссёр
- «Халима» (1989) — сценарист, режиссёр
- «Ангелочек, сделай радость» (1992) — сценарист, режиссёр
- «Каракум» (1997) — сценарист, режиссёр
- «Лестница в небеса» (2000) — режиссёр
- «Платина» (2007) — режиссёр-постановщик

## Награды
- «Мужское воспитание» — первый приз (Всесоюзный кинофестиваль, 1983), золотой приз конкурса фильмов для детей (Московский кинофестиваль, 1983), большой приз Мангейма (Кинофестиваль в Мангейме, 1983), гран-при (Кинофестиваль в Томаре, 1983), малая золотая медаль (Кинофестиваль в Джиффони, 1984), Государственная премия СССР (1984)[5]
- «Приключения на маленьких островах» — гран-при (Кинофестиваль в Лионе, 1987)[12]
- «Ангелочек, сделай радость» — второй приз (Берлинский кинофестиваль, 1993), приз «Золотая бабочка» (Кинофестиваль в Исфахане, 1993), гран-при (Кинотавр, 1994), специальный приз Лив Ульман (Кинофестиваль в Чикаго, 1994)[2]
- Народный артист Туркменистана (1994)[2]